# Le Temps des secrets (téléfilm)
Pour les articles homonymes, voir Le Temps des secrets.
Le Temps des secrets et Le Temps des amours sont les deux volets de l'adaptation télévisuelle des deux romans homonymes Le Temps des secrets et Le Temps des amours de l'écrivain et cinéaste Marcel Pagnol.
Il s'agit de la première adaptation à l'écran des tomes III et IV des Souvenirs d'enfance, sous forme de deux téléfilms de 90 minutes chacun, tournés en 2006 et diffusés en juin 2007 trente ans après le roman posthume de 1977. Ces deux téléfilms peuvent donc - dans une certaine mesure - être considérés comme les suites des deux films d'Yves Robert, La Gloire de mon père et Le Château de ma mère sortis au cinéma en 1990 (certains lieux de tournage étant les mêmes). En 2022, le réalisateur Christophe Barratier a offert également une nouvelle version pour le grand écran au titre éponyme.
L'histoire s'éloigne fortement des textes de Pagnol mais reste fidèle à l'œuvre. C'est ainsi que le second volet comporte des retrouvailles de Marcel avec Isabelle Cassignol, ou encore un passage mentionnant les difficultés de Joseph à obtenir les palmes académiques et une intervention à ce propos de l'oncle Jules auprès de son député.

## Synopsis
Les dernières vacances d'été du jeune Marcel dans les paysages ensoleillés de Provence, au pied du Garlaban, avant les années au lycée à Marseille, avec leurs secrets et ses premières amours.
Le temps des Secrets - Partie 1 : Ce sont les dernières vacances dans ses chères collines de Provence avec son ami  Lili, avant l'entrée en sixième du petit Marcel Pagnol qui vient d'obtenir une bourse d'études. Il rencontrera Isabelle, son premier amour, qu'il a « sauvé des araignées et des serpents ». Et il découvrira à travers des événements souvent cocasses que les grandes personnes (son père, son grand-père, son oncle Jules) ont chacune un secret. Au lycée, sa condition de boursier le met toujours en péril car il risque à chaque « sottise de potache » de perdre sa bourse d'études et de déshonorer son  père, un modeste instituteur qui rêve d'un bel avenir de professeur pour son fils, la voie est peut-être toute tracée.
Le Temps des Amours - Partie 2 :  Ayant évité le conseil de discipline, Marcel reste au lycée. Il est devenu une sorte de "leader" vis-à-vis de ses nouveaux camarades, affirmant sa personnalité, participant aux chahuts... C’est maintenant un grand garçon, il va passer son bac et connaître ses premiers émois amoureux avec Clémentine, la petite voisine devenue une jolie danseuse, il croisera également Isabelle son premier amour, mais le charme est rompu. Puis Marcel va prendre conscience de sa vocation d'écrivain après un épisode comique des amours de son camarade Lagneau, pour lequel il a écrit des lettres d'amour (à Marguerite). Et alors qu'on fête au village, les "palmes académiques" de Joseph Pagnol, Marcel apprend que l'on vient de publier son premier récit... Il laisse ce jour de gloire à son père.

## Fiche technique
- Réalisation : Thierry Chabert
- Scénario adapté par Louis Gardel et Ariane Gardel Beaulande
- Production : Jacques Nahum, JNP France Films, A Prime Group pour France Télévision
- Date de diffusion : 27 janvier 2007 en Belgique, 12 et 13 juin 2007 en France

## Distribution (pour les deux téléfilms)
- Pierre-François Martin-Laval : Joseph Pagnol
- Armelle Deutsch : Augustine Pagnol
- Richard Oiry : Marcel Pagnol à 11 ans
- Robin Causse : Marcel Pagnol à 16 ans
- Maxime Riquier : Paul Pagnol à 8 ans
- David Benkimoun : Paul Pagnol à 12 ans
- Julia Bénétrix : Germaine Pagnol à 4 ans
- Ophélie Maleval : Germaine Pagnol à 8 ans
- Pierre Maguelon : André Pagnol, père de Joseph
- Andrée Damant : Eugénie Pagnol, mère de Joseph
- Christiane Conil : Fifi Pagnol, sœur de Joseph et tante de Marcel
- Franck de Lapersonne : Oncle Jules
- Fanny Paliard : Tante Rose
- Douglas Boissin : Lili des Bellons à 11 ans
- Fabien Maruani : Lili des Bellons à 16 ans
- Ludivine Manca : Isabelle Cassignol à 11 ans
- Dounia Coesens : Isabelle Cassignol à 16 ans
- Grégory Asfez : Jacques Lagneau à 11 ans
- Bruno Van Laer : Jacques Lagneau à 16 ans
- Dominick Breuil : François, père de Lili
- Maxime Lombard : Pétugue
- Jean Guillon : Edmond des Papillons alias Mond des Parpaillouns
- Jean-Claude Baudracco : M. le Maire
- Isabelle Caubère : la tante de Lagneau
- Gisèle Torterolo : mère de Lagneau
- Alain Cauchi : père de Lagneau
- Pascal Elso : M. Cassignol / Loïs de Montmajour
- Flore Grimaud : Mme Cassignol / Mme de Montmajour
- Geoffrey Sauveaux : Yves Bonnet
- Christian Mazzuchini : Sylvain Bérard
- Axel Mérono : Nelps
- Théo Tannières : Berlaudier à 11 ans
- Fabrice Billard : Membre du jury
- Célia Bernard : Clémentine
- Tom Ouvière : Oliva
- Thierry Gonzales : Bernier
- Antoine Coesens : M. Lepelletier alias Socrate
- William Brao : Pégomas
- Bertrand Milliot : le père de Pégomas
- Jean-Luc Borras : le censeur
- Julien Baudracco : Poil d’Azur
- Jean-Claude Carrière : voix du narrateur, Marcel Pagnol âgé
- Philippe Joly

## Production

### Tournage
Le tournage, commencé en juin dans le Var et les Bouches-du-Rhône, a été terminé le 10 août 2006.
La maison qui sert de « Bastide Neuve » est la même que celle des films d'Yves Robert. C'est un domaine de chasse privé situé à Pichauris, à Allauch, au cœur du Massif de l'Étoile et du Garlaban.

## Analyse

### Différences avec la réalité
- Dans la réalité, Marcel Pagnol a perdu sa mère à l'âge de 15 ans.
- Marcel n'a jamais revu la jeune Isabelle Cassignol (en réalité Isabelle Séjourné).

## Autour de l'œuvre
- Le comédien Pierre Maguelon avait joué dans La Gloire de mon père et Le Château de ma mère d'Yves Robert. Il y tenait le rôle du père de Lili des Bellons, François.
- La comédienne Isabelle Caubère, jouant la tante de Lagneau dans les téléfilms, est la sœur du comédien Philippe Caubère, qui tint le rôle de Joseph Pagnol dans les adaptations d'Yves Robert.
- L'acteur Maxime Lombard, jouant le rôle de Pétugue dans Le Temps des Amours, avait déjà joué dans les films d'Yves Robert dans le rôle de l'instituteur monsieur Arnaud.
- Diffusée en juin 2007, la fiction a réalisé de bons scores d'audience avec 6,74 millions de téléspectateurs soit 27,4% de part d’audience le mardi 12 juin puis 5.497 Millions de téléspectateurs et 22.2% le lendemain soir.